# (500355) 2012 TR14
(500355) 2012 TR14 es un asteroide que forma parte del cinturón interior de asteroides, descubierto el 6 de marzo de 2011 por el equipo del Catalina Sky Survey desde el Catalina Sky Survey, Arizona, Estados Unidos.

## Designación y nombre
Designado provisionalmente como 2012 TR14.

## Características orbitales
2012 TR14 está situado a una distancia media del Sol de 1,917 ua, pudiendo alejarse hasta 2,028 ua y acercarse hasta 1,807 ua. Su excentricidad es 0,057 y la inclinación orbital 17,63 grados. Emplea 970,192 días en completar una órbita alrededor del Sol.

## Características físicas
La magnitud absoluta de 2012 TR14 es 17,8.